# Jan Beenakker

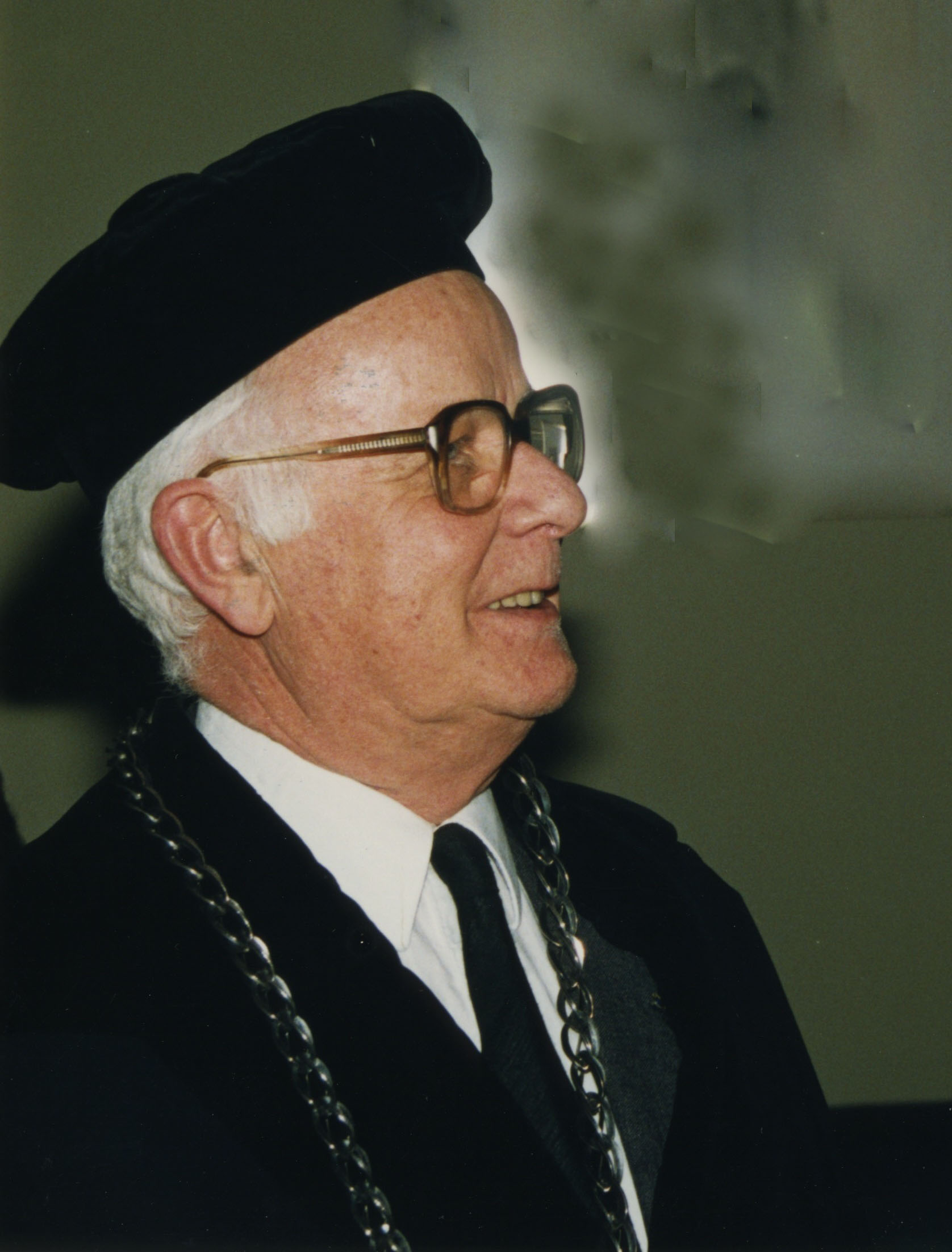
J.J.M. Beenakker

Jan Beenakker auch: Joannes Joseph Maria Beenakker (* 1. Februar 1926 in Koog aan de Zaan; † 23. Juli 1998 in Leiden) war ein niederländischer Physiker.

## Leben
Beenakker war der Sohn eines Eisenbahnangestellten und wuchs in Zeeland und Rotterdam auf. 1942 erwarb er das Abitur, konnte wegen des Zweiten Weltkriegs aber erst 1945 sein Physikstudium an der Universität Leiden anfangen. 1951 erhielt er nach zwischenzeitlichem Militärdienst als Meteorologe sein Diplom und 1954 wurde er bei Cor Gorter und Krijn Taconis vom Kamerlingh-Onnes-Labor in Leiden promoviert. Seine Dissertation war über den Einfluss des Helium-3-Isotops auf die Supraleitfähigkeit. Beenakker blieb in Leiden, wo er 1959 Dozent und 1963 ordentlicher Professor für experimentelle Physik wurde. 1985 bis zur Emeritierung 1991 war er Rector magnificus der Universität.
1969/70 war er am Massachusetts Institute of Technology (Sabbatjahr) und 1961/62 Gastprofessor an der Katholischen Universität Löwen.
Er befasste sich mit den thermodynamischen und Transport-Eigenschaften von Flüssigkeiten und Gasen. Nach ihm und Hermann Senftleben (1890–1975) sind die Senftleben-Beenakker-Effekte benannt, die Beeinflussung der Transporteigenschaften (Wärmeleitfähigkeit, Viskosität) von molekularen Gasen durch elektrische und magnetische Felder. Es hat entfernte Ähnlichkeit mit dem Hall-Effekt in Festkörpern. Aus älteren Versuchen von Senftleben glaubte man, dass dies nur paramagnetische Moleküle beträfe wie Stickoxid und Sauerstoff, Beenakker zeigte aber mit seinem Kollegen Hein Knaap, dass auch diamagnetische Gase wie Stickstoff und Methan durch äußere Felder beeinflusst werden (sie sollten aber eine nicht-sphärische Form haben), da die Präzessionsrate zwischen zwei Kollisionen der Moleküle durch diese verändert wird.
Später untersuchte er Transport in stark verdünnten Gasen, in denen Grenzschicht-Phänomene eine Rolle spielen und neue Phänomene auftauchen (viskomagnetischer Wärmestrom, thermomagnetische Druckdifferenz). Er konnte mit Kollegen als Erster die Nichtgleichgewichts-Geschwindigkeitsverteilung in einem wärmeleitenden Gas beobachten.
Er war Vorsitzender der Stichting voor Fundamenteel Onderzoek der Materie (FOM), einer niederländischen Forschungsstiftung für Grundlagenforschung, und seit 1978 Mitglied der Königlich Niederländischen Akademie der Wissenschaften. Er war Ehrendoktor der University of Waterloo, wurde Ritter des Ordens vom niederländischen Löwen und Offizier des belgischen Kronenordens.
Beenakker war mit Elena A. A. Manaresi (* 21. Januar 1927 in Bologna; † 21. Februar 2009 in Leiden) verheiratet. Aus der Ehe stammen die Söhne Carlo Beenakker, Jan Willem Beenakker (* 4. Januar 1967 in Leiden; † 23. Januar 1967 ebd.) und Peter Beenakker (* 23. April 1962 in Leiden; † 2. Juli 2020 in Katwijk).

## Werke (Auswahl)
- De invloed van het heliumisotoop met massa 3 op de eigenschappen van vloeibaar helium II. Leiden 1954
- De intermoleculaire krachten en de transportverschijnselen in verdunde gassen. Leiden 1960
- Communicatie in de natuurkunde. Leiden 1963
- Gassen met roterende moleculen. Leiden 1988
- Geleerden en hun leerlingen. Leiden 1991
- Nonequilibrium Phenomena in Polyatomic Gases. Oxford: Clarendon Press 1991 (mit Fred McCourt, Walter Köhler, Ivan Kuscer)